# Барабан
Барабанът е музикален перкусионен инструмент от групата на мембранофонните инструменти.
Това е най-емблематичният от всички ударни инструменти, послужил за еталон на цялото перкусионно изкуство. В различни вариации е разпространен сред почти всички народи в света. В Африка освен за музика се е използвалза пренос на информация. В началото на 20 век вестта за смъртта на кралица Виктория достига Кейптаун първо чрез системата от барабани, а чак след това чрез телеграма.
Звукът на барабана се произвежда като се удря по мембраната с една или две дървени палки, ръка, триене или с голяма мека палка. Корпусът на барабана обикновено е от дърво, в редки случаи от метал.

## История
При разкопки в Месопотамия са намерени едни от най-древните ударни инструменти във формата на малки цилиндри, чиято възраст е 6000 години пр.н.е. На същата възраст са и скалните рисунки в пещерите в Южна Америка. Възрастта на намерените в Моравия барабани е 5000 години пр.н.е., в Древен Египет барабаните се появяват около 4 хиляди години преди новата ера. Известно е и съществуването на барабани в древен Шумер (около 3 хиляди години пр.н.е.). За продължителната му история и развитие говори голямото разнообразие на видовете му в наши дни.
От древни времена барабаните се използват като сигнален инструмент, като съпровождащ ритуален инструмент, при военни действия и религиозни обреди. В Европа барабаните попадат от Близкия изток. Прототипът на малкия военен барабан е заимстван от арабите в Испания и Палестина..
В Япония е намерена глинена фигура от VI—VII век на барабанист..
В XX век стават две значителни усъвършенствания на барабаните. През 1920-те – 1940-те години компанията Gretsch произвежда корпус на барабаните по технологията на многослоевото разслоение на дървото, този способ се използва и днес. Около 1956 г. кожените мембрани се изместват от пластични, устойчиви на влажност и съхраняващи настройката за много по-дълго време..
Днес продължава развитието и усъвършенстването на този инструмент.. През 1930 – 1932 г. е изобретен Rhythmicon – прототип на съвременната дръм машина, станала популярна през 1980-те. Дръм машините позволяват възпроизвеждане на запрограмирания по-рано звук и значително увеличава възможността за аранжировка.

## Видове барабани
Няма ударен инструмент с мембрана, който да не е оприличаван на барабан, но всъщност названието „барабан“ в музикалната терминология се използва само в още няколко случая, а именно когато се говори за:
- комплекта барабани в най-общ смисъл,
- големия барабан,
- малкия барабан,
- цилиндричния барабан,
- провансалския барабан.

Дариус Мийо използва и всичките 4 разновидности заедно в своето произведение „Концерт за ударни инструменти и камерен оркестър“.
Ударни инструменти, оприличавани на барабан
| Име               | Описание | Снимка |
| ----------------- | --- | ------ |
| Ашико             | Ашико е ударен инструмент, състои от кух дървен корпус с форма на пресечен конус и една мембрана от естествена кожа (най-често от коза, антилопа и по-рядко от крава), която е опъната на по-широкия край посредством наплитане с памучен шнур. Инструментът е част от типичните за западна Африка перкусионни групи, звукоизвличането при ашико става чрез удари по кожата с ръце, като звукът му е басов.                                                              |        |
| Рипаникю          | Рипаникю е музикален перкусионен инструмент от групата на мембранофонните инструменти с бразилски произход. Представлява дълъг цилиндричен метален корпус, от двете страни на който са опънати кожи. Обръчите на кожите са съединени с общи винтове. Звукът се възпроизвежда с удар на дланта и пръстите на едната ръка, а с другата ръка се държи палка, подобна на палките за голям барабан, но с накрайник, изработен от пластмаса или кече. Използва се при самбата. |        |
| Кубински тимпани  | Кубинските тимпани са музикални перкусионни инструменти от групата на мембранофонните инструменти. Корпусът е метален и се използват специални плоски палки. |        |
| Тимпан            | Тимпаните са едни от основните ударни инструменти в симфоничния оркестър, заимствани от фолклорната музика за нуждите на военните-маршови оркестри. Тимпаните попадат в симфоничния оркестър именно под влияние на употребата им във военната практика. До началото на 20 век употребата им се асоциира с класическата оркестрова музика. Те са конусообразни, с метален корпус.                                                                                         |        |
| Тъпан             | Тъпанът представлява цилиндрично дървено тяло с диаметър от 30 до 60 см и височина от 25 до 50 см, на отворите на който са опънати кожи. Кожите са захванати с дървени обръчи и посредством зигзагообразно прекарано през тях въже биват обтягани или отпускани. |        |
| Токинг-дръм       | Инструментът се състои от дървен корпус във формата на пясъчен часовник, от двете страни на който са опънати кожи, свързани с опънат по дължината на целия инструмент памучни шнурове. В средата на инструмента, където корпусът е най-тесен, шнуровете са обточени с друг такъв шнур. |        |
| Тайко             | Тайко се състои от широк дървен корпус с опънати в двата си края кожи, които са прикрепени с габърчета или заковани направо към корпуса на инструмента, представлява произведение на изкуството – корпусът е боядисан и лакиран, като по него има изрисувани орнаменти, които отразяват различни моменти от японската философия и култура. |        |
| Тарамбука         | На едната страна на тарамбуката се опъва кожа (най-често агнешка) с помощта на стегнати въженца. Тарамбуката има метален корпус под формата на чаша и 2 отвора, като на по-широкия е опъната мембрана (кожа) посредством механизъм от обръч и винтове. |        |
| Комплект барабани | Комплект барабани е комплект от музикални перкусионни инструменти от групата на мембранофонните. Основно използван в популярната музика. |        |
| Конги             | Конги са музикални перкусионни инструменти от групата на мембранофонните инструменти. На тях се свири с ръце без палки, подобно на бонгосите, тарамбуката, таблата и т.н. Обикновено се използват в групи от две до четири. Характерни са за афро-кубинската и латиноамериканската музика – конгите са традиционния инструмент в изпълнението на румба. |        |
| Бонгос            | Бонгосът е музикален перкусионен инструмент от групата на афрокубинските мембранофонни инструменти, без определена височина. Съставен е от два свързани малки барабана с по една кожа, единият от които е по-голям, а другият – по-малък. Бият се с ръце или пръсти. |        |

## Кожи за барабани
Кожите, които се използват при барабаните, се делят основно на 2 групи: естествени и изкуствени.
Естествените кожи се предпочитат обикновено заради техния мек топъл звук и специфичен тембър. Използват се телешки кожи. След като се махне външният слой, кожата се изсушава и се обработва на специална кожарска машина. Използва се гърба на животното, тъй като може да се вземе най-широк участък от нея, а и е най-дебела и здрава. След обработката, кожата се завива около дървен обръч подобен на металния на самия барабан, който я притиска. Това се е наложило като практика, за да улесни пренасянето при смяната на една кожа с нова.
Макар естествените кожи да са се наложили като употреба, откакто съществуват барабаните, те имат и своите недостатъци. Естествените кожи, предвид произхода и същността си, са силно хигроскопични (поемат влагата). Влияят се от влажността на въздуха, което променя тона им. Ако са били настроени преди концерт да звучат по един начин, то след като влезе публиката, от дишането въздухът се спарва и кожите се овлажняват. Ако се свири на открито, в зависимост от температурите, барабаните могат за кратко време да повишат или понижат тона си.
Изкуствени кожи (наречени още пластикови – от пластик, т.е. пластмаса) се изработват от синтетични материали, предимно от ПЕТ филм (Polyethylene Terephthalate) – термопластичен полимер от групата на полиестерите, по-популярен в музикалните среди като „Милър“ или „Мелинекс“. През 1958 г. Марион Евънс открива, че този синтетичен материал е подходящ за употреба в музикалната индустрия, дава гласност на тази възможност и предизвиква дискусии из музикантските среди. Не след дълго американецът Ремо Бели възприема матерала като много иновативен и започва масовото производство на кожи в своята компания за кожи за барабани. Ремо налага нов стандарт в производството и употребата им, като дълги години неговата фирма „Ремо“ е монополист в бранша.
Настъпва истински бум с пластиковите кожи и те се налагат като стандарт при комплекта барабани.
В днешно време изкуствените (пластикови) кожи са предпочитани от повечето барабанисти заради тяхната здравина, отзвучаване и устойчивост на влага. Единственият им недостатък е, че имат „сух звук“ в сравнение с естествените.
Произвеждат се в 2 варианта – единични и двуслойни, като дебелината варира от 0,05 до 0,25 мм.